# Доцибіл I (консул Гаети)

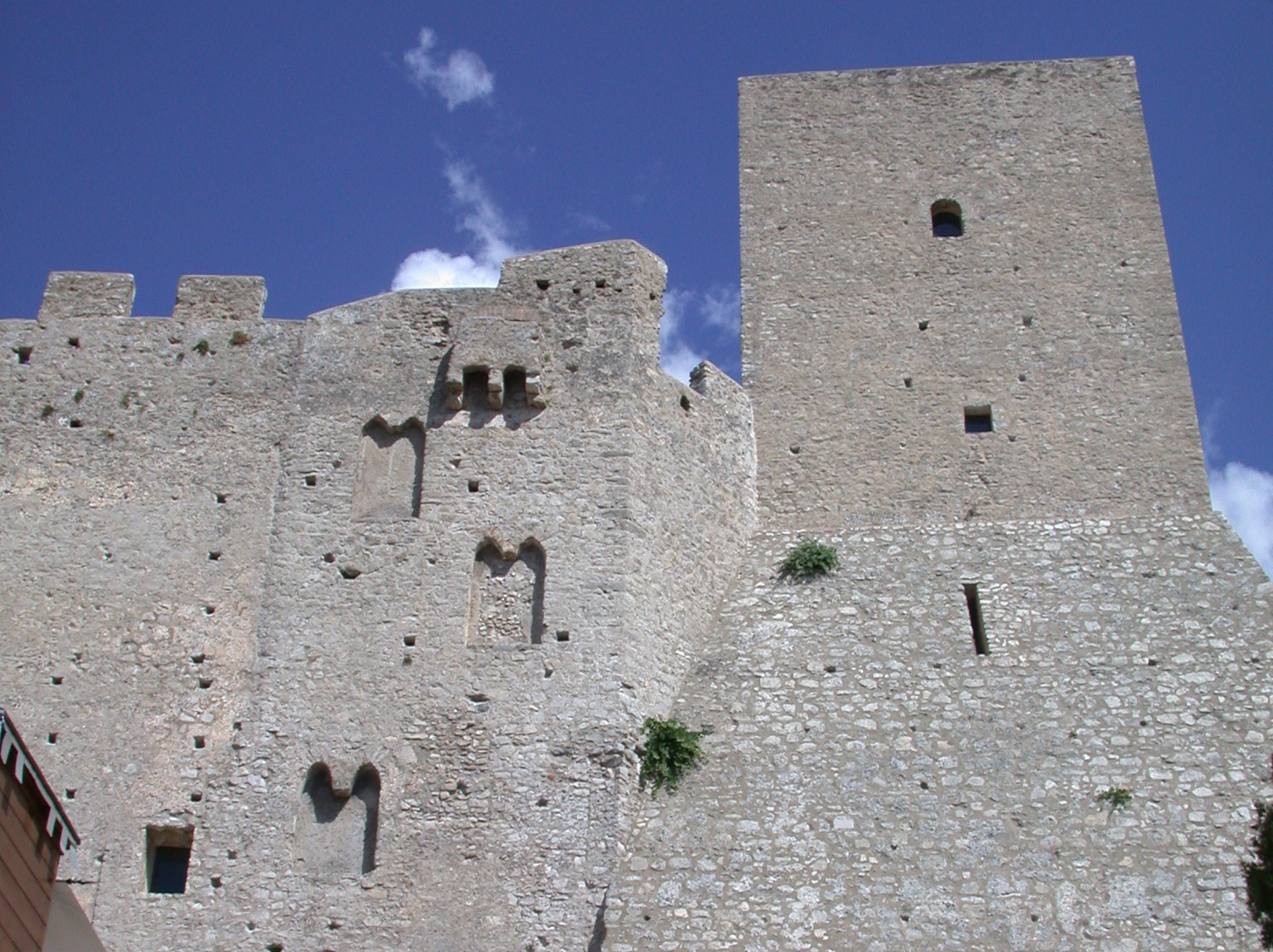
Прямокутна вежа замку Ітрі, яку побудував Доцибіл I.

Доцибіл I (італ. Docibile; помер до 914), консул Гаети (866—906). 
На початку свого правління був полонений сарацинами. Після визволення з полону військовими Амальфі уклав мирний договір з сарацинами, за що був відлучений від церкви папою Римським Іоанном VIII. У 876 папа рушив на південь Італії, агітуючи місцевих правителів Салерно та Капуї виступити проти сарацинів. Доцибіл зустрівся з папою, проте не узяв участі у військових діях проти мусульман. У 879 папа втрутився у спір щодо спадкування капуанського престолу після смерті  графа Ландульфа II, надавши перевагу Панденульфу у його спорі з іншим претендентом - Ландо. За це Панденульф напав на Гаету, захопивши Формію. Доцибіл I  скористався допомогою сарацинських найманців та добився миру з папою, після чого з папськими військами обложив сарацинів у їх замку Гарільяно.
Після смерті папи Доцибіл змінив свою політику та напав разом із сарацинами на Капую між 900 і 903. Пізніше він діяв у союзі з лангобардами.
З дружиною Мотроною мав синів Іоанна, який спадкував престол, Лева та Анатолія, а також дочок: Мегалію, Євфимію, Бону та Марію.